# Bokskogstubmal
Bokskogstubmal (Agnoea subochreella) är en fjärilsart som först beskrevs av Henry Doubleday 1859.  Bokskogstubmal ingår i släktet Agnoea, och familjen tubmalar, Lypusidae. Enligt den svenska rödlistan är arten nära hotad i Sverige. Arten förekommer tämligen sällsynt i Skåne, Blekinge och Småland. I övriga Norden finns den i Danmark men saknas i Norge och Finland. Artens livsmiljö är bokskogar.